# Всеволод Ісаїв
Все́волод Іса́їв (англ. Wsevolod W. Isajiw; 6 листопада 1933 — 28 лютого 2023) — канадський соціолог і вчений, що спеціалізувався на соціальній думці, соціологічній теорії, дослідженнях етнічної приналежності, імміграції та плюралізму.

## Життєпис
Народився 1933 року у Львові в родині Ярослави Стефанії (уродженої Конрад) з Тернополя та Петра Маркіяна Ісаїва з Лісок Коломийського повіту на Станиславівщині. Народжений у рік Голодомору, Всеволод виїхав зі Львова ще в ранньому підлітковому віці під час Другої світової війни. Хлопцем пережив звістку про смерть у Страдчі коло Львова свого діда священника Миколи Конрада, який пізніше був беатифікований як блаженний священномученик. Всеволод отримав раннє виховання в таборах для переміщених осіб у Німеччині, де його батько викладав у таборових гімназіях та в 1949 р., вже надовше, оселився з батьками у Філадельфії, де його батьки жили до самої смерті.
Закінчив коледж Ла-Саль, Католицький університет Америки, де здобув ступені магістра та доктора філософії, а також у Гарвардському університеті. Він був призначеним на посаду професора Роберта Ф. Гарні з етнічних, імміграційних та плюралістичних досліджень (тепер входить до Школи Мунка) на той час на кафедрі соціології Торонтського університету (1990—1999), де він заснував першу в Канаді міждисциплінарну спільну програму для аспірантів з етнічних досліджень, та провів серію дуже успішних щорічних конференцій, популярних серед студентів. Після виходу на пенсію став почесним професором Торонтського університету; з 1970 до 1999 року читав лекції з соціології та соціологічної теорії. Доктор Ісаїв помер у віці 89 років у своєму домі в Торонто, Канада.

## Вибрані твори
Професійний досвід Ісаїва, описаний у його працях, залишив свій слід у галузі соціології та соціальної думки. Він зробив значний внесок у дослідження питань етнічної приналежності, етнічних груп та етнічної ідентичності. Він був автором, співавтором або редактором 14 наукових книг та понад 109 статей і дослідницьких робіт, деякі з них написані українською мовою. Він написав два підручники «Розуміння різноманітності: етнічна приналежність та раса в канадському контексті» (англ. Understanding Diversity: Ethnicity and Race in the Canadian Context (Toronto: Thompson Educational Publishing, Inc., 1999), довідкове джерело інформації про різноманітність, етнічне походження та розподіл етнічних груп у Канаді, яке заохочує канадців продуктивно думати про етнічну приналежність та расу. Його другий підручник «Іконічні ідеї в історії соціальної думки» (англ. Iconic Ideas in the History of Social Thought — Victoria: Friesen Press, 2016) вирізняє низку типів соціальної думки та простежує їхню історію від «племінних» часів до сучасності, завершуючи обговоренням майбутнього соціальної думки. Серед його часто передрукованих статей — «Визначення етнічності» та «Ольга в країні чудес: етнічність у технологічному суспільстві».
Ісаїв був визначною постаттю у дослідженні соціальної думки, теорії та етнічних студій у Канаді та мав багато публікацій. Його доробок включає:
- Identities: The impact of ethnicity on Canadian society[8]
- Multiculturalism in North America and Europe: Comparative perspectives on interethnic relations and social incorporation[9] (with Tanuja Perera)
- Causation and Functionalism in Sociology[10][11] from International Library of Sociology
- «Definitions of Ethnicity», 1974 article, translated into Japanese and published in Esunikku Toha Nanika? (What is Ethnic?), Machiko Aoyagi, ed. Tokyo: Shinsensha, 73–96.
- «Definitions of Ethnicity: New approaches» in Ethnic Forum[12]
- «Olga in Wonderland: Ethnicity in technological society,»[13] from Canadian Ethnic Studies
- Iconic Ideas in the History of Social Thought, his second textbook.
- Between Hitler and Stalin Ukraine in World War II: The Untold Story (with Andrew Gregorovich, Oleh S. Romanyschyn)[14][15][16]
- «Socialization as a factor in ethnic identity retention»[17] (with Tomoko Makabe)
- «Ethnic Identity Retention»[18] Center for Urban and Community Studies. Isajiw's well-known 1990 study with three co-authors, «Ethnic Identity Retention,» studied the results from a survey of 2,000 people from three generations of four major ethnic groups in Metropolitan Toronto (Italians, Ukrainians, Germans, and Jews). It focused on indicators of identity and ethnic identity retention, transmission or assimilation across three generations.
- The Refugee Experience: Ukrainian Displaced Persons after World War I, with Yury Boshyk and Roman Senkus, eds.Книжка The Refugee Experience, за словами дослідниці Мрти Дичок, є «першою повною збіркою інформації про українських післявоєнних біженців [Другої світової війни]. Збірка є важливою для розуміння засобів міжнародного захисту насильно переміщених осіб і для розуміння історії України 20-го століття загалом»[19].
- Підручник: Розуміння різноманітності: етнічна приналежність та раса в канадському контексті[20] (Understanding Diversity: Ethnicity and Race in the Canadian Context, 1999) відомий тим, що пропонує «чіткий вступ до вивчення етнічної приналежності в Канаді від автора, який володіє чудовими знаннями в цій галузі»[21] і була широко використовуваним підручником для досліджень мультикультуралізму у вищій освіті. Відзначається стислим та «всебічним оглядом імміграційної політики Канади та використання найновіших даних перепису населення»[22]. У публікації концептуалізується та аналізується різноманітність, використовуючи Канаду як тематичне дослідження для емпіричного посилання[23].

## Відзнаки
Всеволод В. Ісаїв був посвячений Папою Бенедиктом XVI лицарським орденом Святого Григорія Великого за роботу з розробки політики щодо католицької освіти. 20 червня 2006 року Папа Бенедикт XVI відзначив Всеволода Ісаїва папськими почестями в кафедральному соборі Святого Михайла в Торонто, посвятивши його в лицарі Ордену Святого Григорія Великого за його «значний внесок у католицьку освіту, особливо у зв'язку із запропонованими змінами до „Закону про освіту“, які б заборонили католицьким шкільним радам враховувати віросповідання особи під час прийняття рішень щодо працевлаштування».